# Podagrion scylla
Podagrion scylla is een vliesvleugelig insect uit de familie Torymidae. De wetenschappelijke naam is voor het eerst geldig gepubliceerd in 1957 door Fernando. De soort komt voor in Azië.